# Down to the Waterline
Down to the Waterline — заглавная песня с альбома британской группы Dire Straits 1978 года.
Эта быстрая, энергичная композиция является одной из ранних песен группы и одной из первых песен Марка Нопфлера. Она входит в те пять песен, которые были записаны на демо-кассету группы летом 1977 года.

## Общие сведения
Слова и музыки песни написаны британским музыкантом Марком Нопфлером, он играл её на красной Fender Stratocaster 1961 года № 68354 с усилителем Fender и эквалайзером оранжевый Dan Armstrong.
Песня планировалась к выпуску в виде отдельного сингла, в дополнение к «Sultans of Swing», но решение было изменено. Был выпущен сингл «Water of Love», который не снискал особых лавров.
Несмотря на то, что песня синглом не издавалась, она неоднократно включалась в различные альбомы группы, так и в сольные концертные альбомы автора.
Композиция в составе альбома издана Phonogram в 1978 году, с 1979 года её издаёт Vertigo, а на территории США — Warner Bros.
Впервые песня «Down to the Waterline» была записана группой на демо-кассете 27 июля 1977 года, с её помощью они нашли лейбл звукозаписи.
На альбоме Dire Straits, вышедшем на компакт-кассетах, песня не была заглавной: для того, чтобы избежать длительной паузы в конце первой стороны, издатели поменяли местами стороны, а на французском варианте альбома композиции «Down to the Waterline» и «Wild West End» были поменяны местами.
Эти все перетрубации объяснялись тем, что по мнению продюсеров, на альбоме не было песни, подобной «Sultans of Swing»:
| …Если бы не было такой возможности, то я мог выбрать «Water of Love», «Setting Me Up», «Lions» или «Down To The Waterline» для их первой записи. Но мне очень нравится эта песня [имеется в виду «Sultans of Swing»].— Дайджест прессы за 1978 год. |

Near misses on the Dogleap Stairways

French kisses in the darkened doorways

### Видео
Существуют две известные видеозаписи песни, обе они выполнены в 1979 году:
- Группа записала телевизионный концерт, который запускала в телевизионный эфир по одной песне; «Down to the Waterline» был продемонстрирован 6 февраля 1979 года[6].
- Группа записала в 1979 году концерт, который был показан в передаче Rockpalast[7].

### Текст
Название песни переводится как «вниз, к урезу воды». Сюжетная линия песни связана с портом города Ньюкасл на севере Англии, стоящего на реке Тайн. Город расположен на холмах, и для того, чтобы попасть к реке, необходимо спуститься из центра города вниз. В этом городе Марк вырос, и по его заявлению, песня отражает воспоминания о городе.
Во втором куплете песни упоминается городская достопримечательность — место Dog Leap Stairs. Это — крутая лестница, один из путей к порту, к реке Тайн. С другой стороны, журнал Rolling Stone, в свою очередь, в 1985 году охарактеризовал песню «Down to the Waterline» как портрет молодых любовников.
Композиция периодически исполнялась Dire Straits, после распада группы — самим Марком Нопфлером. Последний раз была включена в список композиций одного из бутлегов в 2005 году.

## Специальная версия
В специальной версии песня начинается с объявления Марка Нопфлера, длина которого 50 секунд. Потом ансамбль начинает играть песню на 50 секунд дольше, чем в альбоме. Марк на слове «jetty» строчки «she can feel him on the jetty where they used to go» («она может почувствувать его на причале, где они когда-то ходили»), подбрасывает гитару и в конце слов говорит «Давайте» так же, как и в альбоме.

## Мнение участников группы
Марк Нопфлер дал интервью журналисту Биллу Фланагану (Bill Flanagan), которое тот приводит в книге «Написано в моей душе» (Written In My Soul).
В этом интервью Нопфлер приводит песню как пример величественного произведения:
| BF: Вы считаете, что использование определенных тональностей или последовательности аккордов придают произведениям более величественный звук? MK: Да, мне нравятся определенные тональности всё больше и больше. Я делал много песен в F и D миноре. «Down To The Waterline» с альбома Dire Straits сыграна в B миноре, который также является хорошим аккордом — Билл Фланаган. Написано в моей душе. |

В 1977 году Эд Бикнелл (Ed Bicknell) и Джон Стейнз (John Stainze) работали в BBC Radio London. 13 декабря они отправились посмотреть на Dire Straits, группа выступала в Северном Лондоне, в клубе Dingwalls Club. Эд вспоминал впоследствии, что когда он прошёл в клуб, группа играла «Down To The Waterline». Вот его слова:
| Первое что я заметил — что не обязательно было искать место в конце зала, так как они играли спокойно. В то время я как раз работал с The Ramones, но они так оглушали… — Воспоминания Эда Бикнелла |

После такого знакомства Эд Бикнелл проработал с Dire Straits как ударник и продюсер вплоть до августа 2000 года.

## Прочее
В 2005 году во Флориде вышла книга с таким же названием Sara Warner. Down To The Waterline: Boundaries, Nature, And The Law In Florida. — 2005. — 266 с. — ISBN 0820327034. Вероятность того, что это название не навеяно альбомом, разошедшимся четырёхмиллионным тиражом, очень низка.